# Les Animaux du Bois de Quat'sous
 (juin 2025).
Si vous disposez d'ouvrages ou d'articles de référence ou si vous connaissez des sites web de qualité traitant du thème abordé ici, merci de compléter l'article en donnant les références utiles à sa vérifiabilité et en les liant à la section « Notes et références ».
Les Animaux du Bois de Quat'sous (The Animals of Farthing Wood) est une série télévisée de dessins animés en coproduction germano-anglo-hispano-française en 39 épisodes de 25 minutes, inspirée des livres pour enfants du même titre de Colin Dann, dont la série en est l'adaptation, et diffusée en Grande-Bretagne entre le 6 janvier 1993 et le 21 décembre 1995 sur BBC One.
En France, la série a été diffusée en 1994 sur France 2 et France 3, en Suisse sur TSR2, en Belgique sur la RTBF et au Québec à partir du 21 juillet 1995 à la Télévision de Radio-Canada.
Le succès de la série entraînera la création d'une autre série intitulée L'Île de Noé.

## Synopsis

### Saison 1
Les animaux du Bois de Quat’Sous mènent une vie paisible dans leur petite forêt, mais au cours d’un été caniculaire leur logis est attaqué par les bulldozers et les bétonneuses. Menacés à la fois par l’homme et la sécheresse, les animaux sont contraints de fuir pour sauver leurs vies et n’ont plus qu’un seul espoir : parvenir à rallier le Parc du Daim Blanc, une réserve naturelle où tous pourront vivre en paix. Devant l’importance de la crise, ils décident d’établir un pacte les engageant à s’unir et à s’entraider pour atteindre ensemble leur destination. Reniant leur instinct de prédateur, les plus grands animaux promettent d’aider les plus petits et de les protéger pour la durée du voyage.
Guidés par Crapaud, Renard et Blaireau, les animaux du Bois de Quat’Sous entament alors un grand périple à travers l’inconnu. Traversant champs et villes, entre rencontres heureuses et événements tragiques, ils apprendront à rester soudés et à affronter ensemble les épreuves et les dangers jalonnant leur chemin jusqu’au Parc du Daim Blanc.

### Saison 2
La nouvelle vie des animaux du bois de Quat’Sous n’est pas de tout repos. En effet, leur arrivée triomphale dans le Parc du Daim Blanc ne plaît pas à tout le monde et notamment à une famille de renards bleus dirigée par le Balafré. Le pacte garde ici tout son sens et Renard et les siens devront rester solidaires pour lutter contre cette nouvelle menace.

### Saison 3
Tout le monde vit heureux dans le Parc du Daim Blanc, mais cette vie paisible ne sera que de courte durée car de nouveaux dangers menacent les animaux : un gros rat blanc nommé Tibère entend envahir le parc. Brute, le nouveau chef du troupeau de daims blancs, se montre plus cruel de jour en jour, le torrent est empoisonné et il est interdit de boire à la mare, et d’étranges disparitions se produisent. Le pacte des animaux du Bois de Quat’Sous sera-t-il assez solide pour affronter ces événements ?
Finalement, Tibère est vaincu et quitte le parc, suivi par le reste des rats. Brute a laissé sa place de chef au petit-fils du Grand Daim Blanc, un daim sage et juste et tout le monde peut de nouveau s'abreuver à la mare. Tandis que le Parc fusionne avec un autre, Renard, se faisant vieux, nomme Courage, son petit-fils, chef des animaux du bois de Quat'Sous.

## Fiche technique
- Producteur : John M. Mills
- Producteurs exécutifs : Theresa Plummer-Andrews et Enrico Platter
- Producteur délégué : Michael Hirsh
- Créateur : Jenny McDade (saisons 1 et 2), Steve Walker (saison 3)
- Réalisateur : Philippe Leclerc
- Assistant réalisateur : Emile Bourget
- Compositeur musique : Detlev Kühne
- Concepteurs personnages : Elphin Lloyd-Jones et Philippe Leclerc
- Storyboard : Jean-François Laguionie et Claude Aufrère
- Décors : Richard Mithouard et Valérie Carmona
- Layout : Patrick Michel et Gérard Kiszel
- Animation : José Xavier, Nathalie Biston, Jean-François Galataud, Marian Brooks, Alexis Madrid et Jacques Galand.

## Voix françaises
- Bernard Tiphaine : Renard, Lièvre (voix de remplacement)
- Marc de Georgi : Blaireau
- Laurence Badie : Belette, Charmeuse (saison 3)
- Raoul Delfosse : Crapaud
- Évelyne Grandjean : Vipère, Murmure
- Maaïke Jansen : Chouette
- Jean-François Kopf : Minus, Lapin, Campagnole, Lièvre (Saison 2), Hibou
- Claude Chantal : Crécerelle (Saison 1), Mme Hérisson
- Mireille Audibert : Crécerelle (Saison 2)
- Serge Lhorca : Taupe, Héron
- Guillaume Lebon : Gaillard
- Gérard Surugue : Brute, Sinueux
- Natacha Gerritsen : Courage (voix de remplacement)
- Gérard Hernandez : Mr Faisan, Lièvre, Le Chat (saison 1, épisode 7)
- Henri Poirier : Le daim blanc
- Brigitte Lecordier : Courage
- Carol Styczen

## Personnages
Cette liste ne présente que les personnages récurrents de la série, de nombreux personnages secondaires qui apparaissent dans un seul épisode n'y sont pas repris.

### Personnages originaires du Bois de Quat'sous
- Renard, un renard roux. Nommé chef des animaux avant le départ du bois, c’est un meneur né. Courageux, honnête, juste et loyal, il est prêt à risquer sa vie pour protéger les autres animaux. Il culpabilise à chaque fois que l'un d'eux meurt, même si sa responsabilité ne peut être établie. Il tombe amoureux de Renarde et aura quatre enfants avec elle. À la fin de la saison 3, se faisant vieux, il nommera Courage, son petit-fils, chef du groupe des animaux du bois de Quat'sous.
- Blaireau, un vieux blaireau mâle. Doyen des animaux du Bois de Quat’Sous, il est le dernier survivant d’une grande famille de blaireaux, et est respecté pour sa sagesse. Il est un ami de longue date de Renard, qu’il seconde lors du voyage. Narrateur de la première saison, il est recueilli par le gardien après s'être cassé une patte lors de l'hiver de la saison 2 où durant quelque épisodes il y fera la connaissance du chat de ce dernier qui acceptera d'avertir ses amis. Lorsqu'il est guéri et qu'il revient, il est fâché contre le groupe pour ne pas être allé à sa rencontre (repoussant même Taupe) et proposera aux autres d'aller chez le gardien pensant qu'ils seront mieux chez lui mais le groupe refuse. Il essaie de retourner chez le gardien mais il est rejeté, il sauve juste après Crécerelle du Chat du gardien qui l'attaque car elle l'avait blessé un peu avant, prouvant qu'il tient encore à ses amis et reviendra vers eux et sera de nouveau en bons termes avec eux. Il meurt de vieillesse au printemps de la saison 2.
- Crapaud, un vieux crapaud mâle. Guide du groupe, il connaît le chemin du Parc du Daim Blanc pour y être passé après avoir été capturé par un humain et emmené loin du bois. Jovial et bon enfant, il est dynamique malgré son grand âge.
- Belette, une belette femelle. Tapageuse et insolente, elle ne respecte personne, ne se soucie de rien et pousse sans cesse d’énervants éclats de rire. Elle est néanmoins une amie fidèle des animaux du Bois de Quat'Sous. Elle le prouve par exemple en refusant d'espionner Renard pour le compte du Balafré (de force qui plus est) au risque de sa vie (elle se fait torturer par ce dernier à cause de ça, ce qui la poussera à rester loin du groupe et à l'éviter pendant quelque temps car selon sa solution à ce problème, elle ne peut pas avertir le Balafré de ce qu'elle ne sait pas) ou en alertant le Grand Daim blanc du projet du Balafré de massacrer les animaux du Bois de Quat'Sous, ce qui a pour conséquence d'éviter un accident et Belette est acclamée par le groupe. Dans la troisième saison, elle quitte le parc avec Minus, pour trouver un endroit pour ses petits à l’abri de Brute, le daim blanc nouveau chef du parc (on peut remarquer qu'elle ne part pas loin). Étonnamment, elle prend son rôle de mère très au sérieux. Lorsqu'un incident survient, elle accuse toujours Minus. Finalement, elle acceptera de revenir dans le parc où ils sont reçus chaleureusement. Pour finir, elle peut se montrer respectable quand il le faut, comme lors de la saison 3 où elle donne ses condoléances à un sanglier qui a perdu sa compagne.
- Chouette, une chouette hulotte femelle. Polie, cultivée et un peu hautaine, elle conseille volontiers les autres animaux, et a l’habitude de citer des proverbes. Bien qu'elle soit souvent choquée et un peu insultée par certains comme Belette et qu'elle soit un peu agaçante en rajoutant des couches en trop, elle reste néanmoins un personnage fidèle et n'hésitant pas à proposer son aide. Dans la saison 3, elle décide de quitter le parc pour trouver un compagnon. Le groupe regrette son départ, mais il lui souhaite d'avoir autant de chance que Renard et Voyou à trouver un compagnon. En voyageant, elle retombe sur le bois de Quat'Sous où un village a été construit. Malgré son âge, elle réussit à se trouver un compagnon et revient dans le parc.
- Vipère, une vipère femelle. Froide, distante, méchante et cynique, elle est la terreur des petits animaux du groupe. Malgré son apparente indifférence, elle prouve sa vaillance et son engagement en protégeant le groupe lors du voyage comme lorsqu'elle sauve Renarde (qui n'est pas encore liée par le serment à ce moment-là) menacée de capture par un chasseur à cheval en mordant la monture à la jambe (elle niera les faits, tenant à sa réputation). Elle fait aussi preuve de bon sens en suivant Gaillard, l'un des fils de Renard, lorsqu'il va dans le territoire du Balafré, et va prévenir Belette et M. Lièvre qu'il est en danger. Elle venge tous les animaux du bois tués par le Balafré en empoisonnant ce dernier, peu après qu'il lui a arraché un bout de queue pour avoir tué l'un de ses fils par erreur et l'avoir contraint à rester caché dans un trou. Elle ne le fait pas uniquement dans son intérêt puisqu'elle dit elle-même que "c'est à elle de jouer" à la fin de l'avant-dernier épisode, elle ne nie pas les faits et l'avoue volontiers aux autres. Elle brise aussi le quatrième mur quelques fois dans la série.
- Crécerelle, un faucon crécerelle femelle. Elle et Chouette sont les éclaireuses, les sentinelles et les messagères du groupe. Elles protègent également les autres animaux par des attaques aériennes. Elle peut se montrer coupable, comme lorsqu'elle tue accidentellement Mme Souris, et ce sur plusieurs épisodes. Elle blessera le Chat du gardien en pensant qu'il s'attaquait à Taupe, ce qui fera que ce dernier essayera de la tuer plus tard, mais elle se fera sauver par Blaireau alors qu'il est en mauvais termes avec le groupe au même moment. Elle n'apparaît pas durant la saison 3, faisant sa vie de son côté.
- Taupe, une taupe mâle. Timide et humble, c’est le meilleur ami de Blaireau, qui le transporte sur son dos tout au long du voyage. Grand amateur de vers de terre, sa gourmandise le pousse souvent à se mettre dans des situations dangereuses. Il meurt lors de l'hiver de la saison 2, mais aura eu deux enfants avec Taupinette.
- La famille Lapin, un couple de lapins gris et leurs deux lapereaux. Craintifs et impressionnables, ils paniquent à la moindre occasion et sont une grande source de tracas pour le groupe. Le mâle est le plus peureux et croit qu'il a toujours ou qu'il risque quelque chose, ce qui fait qu'il est souvent réprimandé par M. Lièvre. Un des lapereaux est tué par un chasseur et la mère dévorée par le Balafré, mais Vipère vengera sa mort en tuant ce dernier, de plus elle aura donné naissance à deux autres petits au printemps de la saison 2, le dernier petit original étant parti faire sa vie de son côté. Dans la saison 3, on voit un lapin mâle mourir empoisonné par l'eau du torrent polluée. Mais il est très peu probable qu'il s'agisse d'un des quatre lapins restants (le mâle en tout cas, car on le voit avec une nouvelle compagne et on le reconnaîtrait par son comportement craintif d’être toujours malade à cause de tout et on le voit brièvement après la mort dudit lapin dans une des réunions de Renard et dans l'avant-dernier épisode) originaires du Bois de Quat'sous (les animaux du bois sont à ce moment informés que le torrent est toxique).
- La famille Triton, un couple de tritons et leur petit. Ils quittent le groupe pour s'installer dans un marais à l'armée. Lorsqu'un incendie survient peu après, on ignore s'ils y survivent. Mais il est très probable qu'ils aient survécu car l'incendie ne touche que les îlots de terre et les tritons sont des amphibiens qui peuvent rester sous l'eau très longtemps.
- M. et Mme Campagnol, une mère campagnol et son fils. Grand défenseur des droits des petits animaux, monsieur Campagnol n’hésite pas à contester les décisions de Renard quand elles ne lui plaisent pas, s'autoproclamant représentant des petits animaux. La mère campagnol est retrouvée par M. Souris dans l'épisode d'après, dévorée par le Balafré, mais Vipère vengera sa mort en tuant ce dernier. Le fils ne réapparaît pas après l’hiver, faisant sa vie de son côté.
- M. et Mme Faisan, un couple de faisans. Madame Faisan est très protectrice envers son mari, qui est lui très coquet. Elle lui offrira des plumes pour cacher son arrière-train abîmé par l'explosion d'une balle. Ils meurent tués par des fermiers dans la saison 1.
- M. et Mme Lièvre, un couple de lièvres. La femme meurt dévorée par le Balafré, laissant deux levrauts, mais Vipère vengera sa mort en tuant ce dernier. L'un des deux levrauts, appelé Flèche, sera ami avec Courage, le petit-fils de Renard. Du couple, c'est le mâle qui parle et est vu le plus souvent.
- M. et Mme Hérisson, un couple de hérissons. Ils meurent écrasés par un camion lors du voyage, le mâle reste figé de peur et dit à sa femme de continuer mais elle préfère rester avec lui, même jusqu'à la fin, ce geste en émouvra plus d'un dont Renarde et les lièvres.
- M. et Mme Musaraigne, un couple de musaraignes. Ce sont les seuls animaux dont le nom de l'espèce n'est pas prononcé.
- M. et Mme Souris, un couple de souris. Mme Souris donnera naissance à 3 petits qui seront tués par une pie-grièche dans la saison 1. Après leur arrivée au Parc du Daim Blanc, elle sera dévorée par Crécerelle, qui ne l'aura pas reconnue.
- M. et Mme Écureuil : un couple d’écureuil gris. Ils auront un fils dans la saison 3 (qui ne sera vu que deux fois). Le mâle sera capturé dans la saison 3 et placé dans une autre réserve mais Héron le ramènera au parc du daim blanc; toutefois, il mourra après l'ouragan.

### Personnages apparaissant plus tard

#### Personnages qui rejoignent les autres animaux durant le voyage
- Renarde, une renarde rousse, qui devient la compagne de Renard. Elle est la narratrice de la saison 3.
- Siffleur, un héron mâle. Une de ses ailes fut jadis trouée par la balle d’un chasseur, ce qui produit un sifflement quand il vole et l’empêche d’atterrir correctement.

#### Résidents du Parc du Daim Blanc apparaissant au début de la deuxième saison
- Le Grand Daim Blanc, un daim blanc mâle. Sage et juste, il est le vénérable et respecté chef de la harde de daims et du parc. Narrateur de la saison 2, quelques membres de son troupeau se feront tuer par des braconniers mais le groupe prendra sa défense pour leur avoir donné du foin pour les herbivores. Il meurt empoisonné par l'eau du torrent dans la saison 3.
- Le Balafré, un renard bleu. Hargneux et violent, il est borgne de l’œil gauche et son oreille gauche est également écorchée, il dirige le clan des renards bleus du parc, et devient rapidement l’ennemi juré de Renard. Il forcera Belette à espionner Renard, par la torture et la menace (à noter qu'elle l'énerve depuis l'arrivée du groupe dans le parc et qu'il sait qu'elle l'a dénoncé pour le meurtre de Mme Campagnol), il n'a aucun regret à enfreindre les lois comme par exemple pénétrer dans le territoire du groupe pour y tuer quelques membres. Gravement blessé par Renard dans l'avant-dernier épisode de la saison 2, il sera tué par Vipère, cette dernière devenue également son ennemie après qu'il lui a arraché une partie de la queue, dans la saison 2.
- Le gardien, le garde forestier dont la maison se trouve dans le parc. Il est emporté par une ambulance et n'apparaît plus pendant quelque temps (et des braconniers profiteront de son absence) mais réapparaîtra et arrêtera les braconniers.
- Le chat du gardien, un chat gris qui vit avec le gardien. Il fait connaissance avec Blaireau et sympathisera avec lui et ira avertir le groupe de son état mais se fera attaquer et blesser par Crécerelle qui pensait qu'il s'attaquait à Taupe, ce qui fait qu'il essayera de la tuer plus tard mais Blaireau l'en empêchera. Il disparaît en même temps que le gardien lorsqu'il est emporté dans une ambulance mais réapparaît lorsque le gardien est de retour. Lorsque Héron lui ramène Crapaud dans un bocal, il appelle le gardien pour qu'il puisse le libérer, ce qui signifie qu'il n'est pas rancunier.
- Renarde Bleue, la compagne du Balafré. Elle lui est fidèle et soumise. Elle se met souvent en conflit avec Renarde et finit par avoir l'oreille gauche tailladée.
- Les autres renards bleus, enfants du Balafré et de sa compagne. Ce dernier les a élevés pour en faire des terreurs. Il n'a pas d'affection pour eux (voir par exemple sa réaction lorsque deux d'entre eux sont tués après une razzia dans un poulailler où il est en colère seulement à cause du fait que Renard et Renarde ont volé le butin qu'ils ont tenté de ramener), ce qui ne l'empêche pas de tenter de tuer Vipère pour venger l'un de ses fils qu'elle a tué par erreur.
- Minus, une belette mâle. Froussard et lâche, il tombe follement amoureux de Belette dès leur première rencontre. Il est un peu idiot et très lâche et le reconnaît mais sait toutefois faire preuve de bon sens à de nombreuses reprises, ce qui fera qu'il se désintéressera de Belette qui elle deviendra amoureuse de lui. Il réussira à devenir le compagnon de Belette et à avoir des enfants avec elle. Il sauve Mousse de Tibère et quelques autres rats dans une élancé héroïque, bien que les rats aient pris la fuite car les belettes font partie de leurs prédateurs naturels. Notons qu'il est aussi mauvais chanteur que Belette.
- Parlotte, un héron femelle. Bavarde et envahissante, elle s’impose immédiatement à Siffleur comme sa compagne officielle.
- Taupinette, une taupe femelle, qui devient la compagne de Taupe.
- Crapotte, un crapaud femelle, qui devient la compagne de Crapaud.

#### Personnages apparaissant plus tard dans la deuxième saison
- Voyou, le fils du Balafré qui contrairement à son père, veut faire la paix avec les renards roux. Il tient à Charmeuse, l'une des filles de Renard, depuis qu'il l'a rencontré. Il n'hésite pas à aider le groupe en les prévenant de l'attaque des renards bleus dans l'avant-dernier épisode de la saison 2, même s'il sait que Renard ne lui fait pas confiance et qu'il peut avoir de graves problèmes. Il devient le compagnon de Charmeuse.
- Charmeuse, une des filles de Renard et Renarde. Elle se lie secrètement d'amitié avec Voyou avant de devenir sa compagne.
- Rêveuse, l’autre fille de Renard et Renarde. Elle est tuée par le Balafré — à moins que ce ne soit par la compagne de ce dernier, jalouse du bonheur de Renarde —.
- Gaillard, un des fils de Renard et Renarde. Rebelle et aventurier, il quitte le parc après une dispute avec son père et s’en va vivre dans la ville voisine où il rencontre la renarde Murmure, qui devient sa compagne. Blessé à plusieurs reprises (il reçoit une cicatrice à l’œil droit et perd l'usage d'une patte arrière), il meurt d'une maladie dans le dernier épisode, laissant Murmure seule dans le parc du Daim Blanc avec un fils à naître qui s’appellera Courage. Il reconnaîtra s’être trompé sur le pacte et sur son père.
- Docile, l’autre fils de Renard et Renarde. Contrairement à son frère, il est obéissant à son père.
- Ombre, un blaireau femelle. Elle vit en dehors du parc et se lie d’amitié avec Gaillard. Elle deviendra la compagne de Pataud.
- Murmure, une renarde rousse. Elle vit dans la ville où s’établit Gaillard et devient sa compagne.
- Mousse, le fils de Taupe et Taupinette. On voit lors de sa première apparition qu'il a une sœur jumelle, mais elle ne réapparaît pas par la suite. Il se fait passer pour son père auprès de Blaireau pendant quelque temps juste avant que celui-ci ne meurt, pour ne pas lui faire de peine. Il devient ami avec Pataud.
- Rollo, un gros chien blanc (de race Saint-Bernard). Maladroit mais dévoué, il vit en ville et se lie d’amitié avec Gaillard et Murmure, ainsi que Corbeau. Plus tard, il se lie d'amitié avec les belettes Minus, Belette et leurs enfants Cléo et Fido, qu'il sauvera d'un chat sauvage. Il change plusieurs fois de maître au cours de la série, avant d'être adopté par le gardien du parc - le seul à apprécier ses talents (on ignore cependant comment il change de maître). Il finira par rencontrer le fils de Gaillard, Courage, et combattra les rats au côté du groupe lors de l'épisode final. Il est le seul animal domestique à adhérer vraiment au pacte.
- Le corbeau, un corbeau mâle. Gaillard le rencontre après avoir quitté le parc et se lie d’amitié avec lui, ainsi qu'avec Ombre, Murmure et Rollo. Il n'hésite pas à donner des conseils et dit souvent après qu'un des personnages ait eu un incident qu'il doit remercier sa « bonne étoile ». Il adhère au pacte.

#### Personnages apparaissant dans la troisième saison
- Tibère, un rat blanc (albinos). Autoritaire et mégalomane, il est le chef d’une armée de rats qui tente d’envahir le parc. Il demande souvent son nom et a une longue queue qu'il utilise comme un fouet ou une corde. Il a peur des belettes. Son repaire est une grotte à l'intérieur d'un rocher en forme de tête de rat. Bien que n'hésitant pas à faire peur à son armée, il est attaché aux autres, comme il le montre lorsque Nate, un gros rat, meurt tué par Vipère. Lors de l'épisode final, il se fait équeuter par Cléo, ce qui fait rire tout le monde, même les autres rats qui ne reconnaissent plus son autorité. Glauque lui dit alors qu'il vaut mieux retourner dans les égouts, en ville, ce que Tibère accepte et quitte le parc avec lui, en disant que peu importe qui il est, les humains s'occuperont bien d'eux (d'une certaine manière), suivi des rats restants.
- Mouche, un rat brun. Au départ espion au service de Tibère, il finit par rejoindre le clan des Quat’Sous et devient le meilleur ami de Crapaud (bien que dans un premier temps, il rejoint lui-même le groupe pour une raison tactique et leur fait croire qu'il trahit les siens, cette initiative n'est pas mal vue par Tibère, bien qu'il n'en ait pas été informé). Mais en côtoyant le groupe et surtout Crapaud avec lequel il deviendra véritablement amis (jusqu’à être inquiet pour lui), il finit par réellement trahir les siens.
- Glauque, un rat orange au service de Tibère et qui lui est très fidèle. Il est son bras droit. À la fin de l'épisode final, lorsque Tibère est équeuté par Cléo et les rats ne reconnaissent plus son autorité (parce que cela fait rire tout le monde), il lui dira qu'il vaut mieux retourner dans les égouts, en ville, et Tibère reconnaissant sa défaite, acceptera et quittera le parc avec lui.
- Nate, un gros rat brun au service de Tibère, il est tué par Vipère, Tibère est attristé par sa mort. Dans l'épisode qui suit, on peut voir un autre rat identique à lui, qui est peut-être un frère jumeau.
- Pataud, un blaireau mâle. Benêt mais d’une incroyable gentillesse, il devient le compagnon d’Ombre et l’ami de Mousse.
- Brute, un daim blanc mâle gris. Agressif et hargneux, il devient le nouveau chef de la harde et du parc après la mort du Grand Daim. Il s’estime supérieur à tous les autres animaux et charge sauvagement tout ce qui n’est pas un daim. Après l'ouragan, il sera bloqué sous un arbre et sera libéré par un daim blanc sage auquel il devra remettre le titre de chef. Dans l'avant-dernier épisode, on apprend qu'il a été emmené par les hommes et que sa patte cassée a été soignée. Il réapparaîtra à la fin de l'épisode final lorsque les deux parcs fusionneront.
- Courage, le fils de Gaillard et Murmure, petit-fils de Renard et Renarde et neveu de Docile, Rêveuse, Charmeuse et Voyou, il tient son physique de son père Gaillard décédé peu de temps avant sa naissance et ses couleurs de sa mère Murmure. Il n'a peur de rien, même de Brute. Il sera nommé chef du groupe par Renard lors de l'épisode final.
- Flèche, une jeune hase (lièvre femelle). Il n'est pas précisé quel est son lien de parenté avec les lièvres des deux premières saisons, mais elle fait sans aucun doute partie des animaux issus du bois de Quat'sous (elle est donc l'un des deux levrauts auxquels la femelle a donné naissance). Elle est la meilleure amie de Courage, avec qui elle fait tous les jours la course. Elle est souvent prise pour un lapin.
- Sinueux, une vipère mâle, qui devient le compagnon de Vipère. Il adhère au groupe. Il meurt au cours de la saison 3 en se faisant piéger et tuer par une brigade spéciale de rats commandée par Tibère, créé dans le même épisode pour contrer les serpents. Vipère est très attristée par sa mort, Pataud aussi.
- Fido et Cléo, les enfants de Belette et Minus. Espiègles et joueurs, ils adorent les farces et les mauvais tours. Ils se lient d’amitié avec de nombreux animaux dont Rollo, qui devient leur « chien de belettes ». Lors de l'épisode final, Cléo coupera la queue de Tibère.
- La corneille, une corneille mâle. Éperdument amoureux de Chouette, il la suit partout où elle va. On apprendra qu'il a une compagne qui ne lui en veut pas de suivre Chouette car il est fasciné par les chouettes depuis tout petit. Il acceptera de laisser Chouette et lui souhaite de trouver un compagnon. Chouette le remercie quand même pour son courage et lui dit même qu'elle commençait à s'attacher à lui. Dans l'avant-dernier épisode, on apprendra que sa compagne est morte et qu'il a pris un jeune de son espèce sous son aile.
- Hibou, un hibou mâle. Chouette le rencontre après avoir quitté le parc et devient sa compagne. Il accepte de la suivre au parc du daim blanc pour y rencontrer le groupe.
- Je-ne-serai-jamais-une-saucisse, un jeune cochon (cochonnet) qui s'est échappé d'un camion qui l’emmenait à l’abattoir et qui a eu un accident. Très joueur et blagueur, il devient ami avec Cléo et Fido et devient leur « cochon chien de belettes ». Ils le rencontrent aux abords de l'autoroute où il semblait vivre depuis un bon moment. Plus tard, Belette le fera adopter par un sanglier qui accepte de le prendre sous son aile. Il partira dans une campagne où vit l'une des anciennes portées du sanglier après l'ouragan et fera des adieux aux belettes en leur promettant qu'il ne sera jamais une saucisse et en leur disant de ne pas être inquiets.
- Le Sanglier, un sanglier mâle qui adopte Je-ne-serai-jamais-une-saucisse, il est du genre à se mettre vite en colère. Il a une compagne (qu'on ne voit pas) qui mourra après l'ouragan (Belette lui donne des condoléances), mais sera content d'avoir Je-ne-serai-jamais-une-saucisse avec lui et décidera d'aller dans une campagne où vit une de ses anciennes portées.
- Laird, le daim blanc, un daim blanc mâle, il est sage et est juste, il est le seul daim à avoir pris la peine d'aider Brute à se dégager de l'arbre sous lequel il était bloqué, il devient le nouveau chef du parc. On apprendra qu'il est le petit-fils du Grand daim blanc d’où lui vient justement sa sagesse.

À noter que, lors de cette troisième saison, plusieurs personnages résidant dans le parc lors des deux premières ne réapparaissent pas sans que la raison de leur absence soit expliquée. Ce sont : Crécerelle, Taupinette, Crapotte, le Corbeau, et tous les renards bleus sauf Voyou mais ils doivent juste continuer leur vie de leur côté.

## Ennemis
Les protagonistes rencontrent tout au long de leur aventures des ennemis. Bien que la majorité soient épisodiques, on peut toutefois en noter des récurrents qui apparaissent dans deux épisodes de suite :
- Le chien des fermiers, un chien qui est chargé de protéger les poules des renards mais fait mal son travail, il apparaît dans la saison 1, Renard le confronte pour que le groupe puisse prendre de l'avance lorsqu'il se fait pourchasser par lui, Renard s'échappe en l'embobinant.
- La pie-grièche, une pie-grièche femelle, elle apparaît dans la saison 1, elle tue les trois souriceaux de Mme. Souris lorsque les rongeurs décident de quitter le groupe lors du voyage. Elle considère les insultes, tel que « meurtrière », comme des compliments.
- Le chat sauvage, un chat sauvage mâle gris rayé de gris foncé, il apparaît dans la saison 3. Il tente de tuer les belettes lorsqu’elles ont investi son terrier mais est mis en fuite par Rollo le chien. Il réapparaît en compagnie de deux congénères pour être encore mis en fuite par Rollo (alors qu'il est endormi), puis réapparaît dans un épisode qui suit où il profite de ce que Cléo et Fido soient emportés par des rapides pour essayer de les tuer mais des tortues les sauvent. Il se rabat sur Minus mais Rollo l'emporte avec lui lorsqu'il chute d'une cascade. On ignore s'il est mort.
- Les braconniers, un duo de braconniers, ils apparaissent dans la saison 2. Ils profitent de l'absence du Gardien du parc pour tuer des daims, ils tuent aussi des enfants du Balafré. Ils seront arrêtés par le Gardien, et ce, grâce à Renard.

## Épisodes
Certains épisodes se déroulent des jours, voire des mois après le précèdent.

### Première saison (1993)
1. Le Bois en danger (The Wood in Danger)
2. Le Début du voyage (The Journey Begins)
3. L'Eau et le feu (Through Fire and Through Water)
4. Le Faux Paradis (False Haven)
5. Sauve qui peut (Snare for the Unwary)
6. On demande un chef (Who Shall Wear the Crown?)
7. Amis ou ennemis (New Friends, Old Enemies)
8. Des amis dans le besoin (Friends in Need)
9. La Carrière de héron (Whistler's Quarry)
10. Entre deux maux (Between Two Evils)
11. Un calme mortel (A Deathly Calm)
12. Le Mariage (Pandemonium)
13. Si proche et pourtant si loin (So Near and Yet So Far)

### Deuxième saison (1994)
1. Bienvenue aux héros (A Hero's Welcome)
2. L'Hiver (Winter)
3. La Survie (Survival)
4. Les Nouveaux Ennemis (New Enemies)
5. Une mauvaise plaisanterie (A Joke Backfires)
6. On est bien chez soi (Home Is Where the Heart Is)
7. Vendetta (The Feud Begins)
8. Tel père, tel fils (Like Father, Like Son)
9. L'Espoir (Narrow Escapes)
10. La Rencontre (Shadows)
11. Le Choix (A Time of Reckoning)
12. Le Retour (Blood Is Thicker Than Water)
13. La Réconciliation (Reconciliation)

### Troisième saison (1995)
1. L'Évolution (Comings and Goings)
2. La Vie à l’extérieur (Out and About)
3. De l'eau, de l'eau ! (Water, Water)
4. L'Ami disparu ('The Missing Fox's Friend)
5. Les Belettes (Tiffs and Tempers)
6. L'Aventure des oiseaux (Adventure for the Birds)
7. Les Visiteurs (The Long-Tailed Visitor)
8. La Peur des serpents (Scared Silly by Snakes)
9. Le Cochon (A Bigger Oink)
10. Jeux de taupe (The Mole Game)
11. L'Ouragan (The Worst Kind of Hurricane)
12. La Défense du territoire (Homeward Bound)
13. Tibère (Bully-Bully-Bully)

## Diffusion
| Pays         | Chaînes                                                  | Difusse                   |
| ------------ | -------------------------------------------------------- | ------------------------- |
| Allemagne    | Das Erste, WDR, SWR Fernsehen, KiKA, HR-Fernsehen        | 1993                      |
| Autriche     | ORF 1                                                    | 1993                      |
| Belgique     | BRTN et La Une                                           | 1989 (BRTN) 1993 (La Une) |
| Brésil       | TV Cultura                                               | 1994                      |
| Croatie      | HRT                                                      | 1989                      |
| Canada       | Radio-Canada, SCN, YTV, Showcase, Télé-Québec, TVOntario | 1993                      |
| Corée du Sud | EBS                                                      | 1989                      |
| Danemark     | DR1                                                      | 1993                      |
| Espagne      | TVE                                                      | 1989                      |
| Finlande     | Yle TV2                                                  | 1993                      |
| France       | Canal J, France 2 et France 3                            | 1993                      |
| Grèce        | ET1                                                      | 1993                      |
| Irlande      | RTÉ One                                                  | 1993                      |
| Italie       | Rai 1                                                    | 1993                      |
| Lettonie     | Latvijas Televizija                                      | 1989                      |
| Monténégro   | TV CG 1                                                  | 1993                      |
| Pays-Bas     | NPO 1                                                    | 1993                      |
| Pologne      | TVP Regionalna, TV4, Polsat                              | 1996 1999                 |
| Portugal     | RTP2                                                     | 1993                      |
| Norvège      | NRK                                                      | 1989                      |
| Roumanie     | TVR                                                      | 1989                      |
| Royaume-Uni  | BBC One, CBBC, Nickelodeon, S4C, BBC Two Scotland        | 1993                      |
| Serbie       | RTS, RTV 1                                               | 1989 1993                 |
| Slovénie     | TV SLO 1                                                 | 1993                      |
| Suède        | SVT2                                                     | 1993                      |
| États-Unis   | Syndication, Cartoon Network                             | 1993                      |
| Suisse       | SRF 1, TSR 2 et TSI                                      | 1989 1993                 |
| Turquie      | TRT                                                      | 1989                      |
| Japon        | TV Asahi                                                 | 2000                      |

## Erreurs et différences avec les livres
Bien que la série soit fidèle aux livres, même jusqu'aux plus petits détails scénaristiques, elle comporte toutefois quelques libertés par rapport aux livres et quelques erreurs d'orthographe et de réalisation, parmi lesquelles, les plus importantes :
- Dans les livres, Chouette, Belette, Vipère, Coriandre et Crécerelle sont du genre masculin et ont une descendance, non nommée mais multiple, alors que dans la série, seuls Belette et Barnabou ont des enfants (seulement trois).
- Dans les livres, il y a plusieurs couples de lapins, d'écureuils, de hérissons et de mulots, et possédant leur propre chef, alors qu'il n'y a qu'un couple pour chaque espèce dans la série (les mulots sont d’ailleurs appelés souris dans la série).
- Dans les livres, Crapaud se fait tuer par Tibère ; dans la série, cela est modifié, Crapaud est sauvé de Tibère par Mouche.
- Dans les livres, la famille triton sont des lézards.
- Dans les livres, les hérissons qui se font tuer sont vieux alors qu'ils sont plutôt jeunes dans la série.
- Les musaraignes ne sont pas présentes dans les livres.
- Dans les livres, le Balafré et sa meute sont des renard normaux alors qu'ils sont bleu dans la série.
- Le renard bleu tué par accident par Vipère s'appelle Goujat alors qu'il n'est pas nommé dans la série.
- Dans les livres, Brute ne réapparait plus après son accident avec l'arbre.
- Dans les livres, le chat du gardien est roux et non gris.
- Sinueux est, dans les livres, une femelle vipère et est tuée par morsure par les rats et non par étouffement.
- Dans les livres, cela est pareil pour Hibou, qui est une femelle.
- Dans les livres, M. et Mme Lièvre ont un descendant nommé Leveret (qui fait un brève apparition dans la saison trois) et sa fille n'est autre que Flèche qui est plutôt présentée comme la fille de M. et Mme Lièvre et donc sa sœur dans la série.
- Dans les livres, Gaillard quitte le parc après la mort du Balafré, alors que dans la série, il le quitte bien avant.
- Dans les livres, Charmeuse et Voyou ont un fils du nom de Rouillé, qui n'apparait pas dans la série.
- Dans les livres, Voyou a un frère du nom de Flamber, une cousine nommée Russet et un cousin nommé Voyage.
- Dans les livres, un personnage, un blaireau, Fronde, devient ami avec Blaireau, son personnage est remplacé par celui de Ombre dans la série.
- Dans les livres, Renarde tue Tibère pour venger Crapaud, alors que dans la série, il quitte le parc avec Glauque après s’être fait coupé la queue par Cléo.
- Dans les livres, Mouche reste un rat méchant et tue Mousse alors qu'il finit par trahir les siens dans la série.
- Dans les livres, M. et Mme Lièvre ont déjà Leveret, et un autre levraut, avant le voyage. Le deuxième levraut se fera tuer par une hermine qui n'apparait brièvement dans la série.
- Dans les livres, Ombre n'entre pas dans le parc.
- Dans les livres, les personnages de Je-ne-serai-jamais-une-saucisse, la Corneille, Cléo, Fido, Laird, Pataud et Minus n'apparaissent pas.
- Dans les livres, un chat nommé La bête est remplacé par celui du chat sauvage.
- Dans la série, de nombreux problèmes de taille peuvent être vu, sur certain plans, les écureuils font presque la même taille que Renard et Belette est tellement petite qu'elle peut être prise par la main de Blaireau sans difficulté.
- Dans la série, lorsque l'on voit les écureuils pour la première fois, ils sont trois pour après n’être que deux.
- Lorsque M. Campagnol annonce à Blaireau que les rongeurs quittent le groupe, il appelle les souris par mulots.